# V/H/S/2
V/H/S/2 este un film de groază regizat de Adam Wingard[*] după un scenariu de Eduardo Sánchez[*]. Este o continuare a filmului V/H/S (2012).

## Prezentare

### Segmente
„Tape 49” 
 „Phase I Clinical Trials” 
 „A Ride in the Park” 
 „Safe Haven” 
 „Slumber Party Alien Abduction”

## Distribuție
Rolurile principale au fost interpretate de actorii:

Adam Wingard[*]
Mindy Robinson[*]
Oka Antara[*]  .

## Vezi și
- Listă de filme de înregistrare recuperată
- Listă de filme antologie de groază ‎

Format:Gareth Evans